# Tokyo!
Tokyo! és una pel·lícula d'antologia de 2008 que conté tres segments escrits per tres directors no japonesos i filmats a Tòquio, Japó. Michel Gondry va dirigir "Interior Design", Leos Carax, "Merde" i Bong Joon-ho "Shaking Tokyo".

## Argument

### "Interior Design"
Dirigida per Michel Gondry, és una adaptació del còmic de contes "Cecil and Jordan in New York" de Gabrielle Bell.
Hiroko i Akira són una parella jove de les províncies que s'allotgen a Tòquio amb diners limitats i allotjament a curt termini. Sembla que tenen una relació sòlida i de suport mutu que sembla que suportaran mútuament qualsevol repte. Akira és un aspirant a cineasta que treballa com a embolcallador de regals en uns grans magatzems locals mentre espera que el seu primer llargmetratge es projecti a la ciutat. La parella va aconseguir aconseguir un habitatge a curt termini a l'apartament estudi del seu amic Akemi. Quan el xicot de l'Akemi es cansa dels hostes de la seva casa, Hiroko lluita per trobar un apartament nou, només per trobar un habitatge inadequat i car.
Després que les projeccions de la pel·lícula d'Akira siguin dubtoses, un espectador informa a Hiroko de les lluites inherents a les relacions entre els tipus creatius: la meitat de la parella se sentiria invisible, inútil o poc apreciada. Hiroko es relaciona amb aquests sentiments de tot cor arran de les seves nombroses proves i tribulacions a la desconeguda ciutat de Tòquio i comença a qüestionar el seu paper en la relació. Hiroko es desperta un matí i veu un petit forat on la llum la travessa. Quan va al bany i es desbotona la camisa, es sorprèn veure un forat de la mida d'una mà al pit amb un pal de fusta al mig. Mentre camina pel carrer, el forat es fa més gran i ella ensopega, amb els dos peus convertint-se en pals de fusta. Finalment, Hiroko es converteix en una cadira inanimada, amb només la seva jaqueta penjada a l'esquena. La gent que passa per davant no és conscient de la presència de la cadira fins que un home intenta arrossegar-la cap a casa. Quan li gira l'esquena, la cadira es converteix en una Hiroko humana, que fuig a una estació d'autobusos nua i resumeix la forma de la seva cadira en la qual s'asseu breument una dona gran.
Adonant-se que només pot convertir-se en humana quan ningú més la vegi i tornarà a convertir-se en una cadira a la vista, s'apunta en forma de cadira en un carrer on un músic la porta al seu apartament i la cuida molt, cosa que ella agraeix. Després de passejar una breu pel seu apartament sol, Hiroko escriu una carta de comiat a Akira, desitjant-li el millor a mesura que la seva carrera cinematogràfica enlaira.

### "Merde"
Dirigida per Léos Carax, Merde (en francès un renec "merda") és el nom que s'anomena una criatura subterrània descuidada i que escup porqueria de les clavegueres de Tòquio (Denis Lavant), que s'aixeca del cau del subsòl on habita per atacar els locals desprevinguts de maneres cada cop més descarades i aterridores. Roba diners en efectiu i cigarrets als transeünts, espanta les dones grans i agredeix sexualment a les escolars, provocant un frenesí mediàtic televisiu que crea una histèria creixent entre la població de Tòquio. Després de descobrir un arsenal de granades de mà al seu cau subterrani, Merde s'enfurisma, llançant municions a ciutadans a l'atzar, que els mitjans cobreixen ràpidament. El magistrat francès Maître Voland (Jean-François Balmer) arriba a Tòquio per representar l'inevitable judici televisiu de Merde, afirmant ser un dels tres únics al món capaços de parlar l'idioma inintel·ligible del seu client. El circ mediàtic augmenta mentre un advocat defensa un client en un tribunal surrealista amb fam d'una resolució satisfactòria. Merde és jutjat, condemnat i sentenciat a mort fins que sobreviu a la seva execució i desapareix a la font d'una ventilació de claveguera.

### "Shaking Tokyo"
Dirigida per Bong Joon-ho, a Shaking Tokyo, Teruyuki Kagawa protagonitza un tancat de Tòquio, o hikikomori (japonès: 引きこもり), que no ha sortit del seu apartament en un dècada. La seva única connexió amb l'exterior és a través del seu telèfon, que utilitza per aprofitar els serveis de lliurament, com la pizza que demana cada dissabte, donant lloc a centenars de cartrons de pizza apilades per tota la seva habitació. Un dia, una dona jove encantadora (Yū Aoi) li lliura la seva pizza i aconsegueix cridar l'atenció del tancat. De sobte, un terratrèmol assota Tòquio i fa que la dona es desmaia a l'apartament de l'hikikomori, fent que s'enamori desesperadament. El temps passa i el tancat descobreix a través d'una altra repartidora de pizza que l'improbable objecte del seu afecte s'ha convertit en una hikikomori per dret propi. Donant un audaç salt cap al desconegut, creua el llindar del seu pis i surt al carrer a la recerca de la noia. Finalment, descobreix el seu esperit afí i, en aquest mateix moment, es produeix un altre terratrèmol.

## Repartiment

### "Interior Design"
- Ayako Fujitani com a Hiroko
- Ryō Kase com Akira
- Ayumi Ito com a Akemi
- Satoshi Tsumabuki com a Takeshi

### "Merde"
- Denis Lavant com a Sr Merde
- Jean-François Balmer com a Sr Voland, l’advocat
- Julie Dreyfus acom a l’intèrpret
- Andrée Damant

### "Shaking Tokyo"
- Teruyuki Kagawa com el Hikikomori
- Yū Aoi com a repartidora de pizza
- Naoto Takenaka com a gerent de la botiga de pizza

## Música
Durant els crèdits HASYMO's sona el senzill "Tokyo Town Pages". El tràiler inclou el tema "Be Good" de la banda canadenca d'indie-rock Tokyo Police Club.

## Recepció
Rotten Tomatoes dona a la pel·lícula una puntuació de crítica del 76%. La valoració mitjana se situa en un 6,4/10. La pel·lícula es descriu com "Una carta d'amor imaginativa, encara que desigual, a una ciutat que assenyala una gran empresa creativa per part dels seus tres directors col·laboradors."
Metacritic li va puntuar 63/100, basant-se en 18 ressenyes.
Justin Chang de Variety ho va descriure com "desigual però agradable." Mark Olsen de Los Angeles Times va escriure Sent alhora juganers i melancòlics, provocatius i sentimentals, els tres curts funcionen com a respostes directes al que és la ciutat.